# Sundsvalls handbollsklubb
Sundsvall HK är en förening för handboll i Sundsvall som bildades 1981 när IFK Sundsvalls  Handbolls-sektion lämnade IFK sundsvall bildade en egen förening. 
Antalet medlemmar i föreningen är ca 300 st.

## Arrangemang
Klubben anordnar varje vår Norrlands största handbollscup, Sundsvall Cup med ditresta spelare från hela norrland, mellersta sverige och även grannländer som t.ex. Norge.